# Benjamin M. Miller
Benjamin Meek Miller, född 13 mars 1864 i Wilcox County, Alabama, död 6 februari 1944 i Selma, Alabama, var en amerikansk demokratisk politiker och jurist. Han var den 39:e guvernören i Alabama 1931–1935.
Miller avlade 1884 grundexamen vid Erskine College och arbetade som rektor i en skola fram till 1887. År 1889 avlade han juristexamen vid University of Alabama, inledde sin karriär som advokat i Camden och gifte sig 1892 med Margaret Otis. Paret fick två barn.
Miller tillträdde 1904 sin första domarbefattning och tjänstgjorde som domare i Alabamas högsta domstol 1921–1927. I sin vinnande guvernörskampanj 1930 uppträdde han som motståndare till Ku Klux Klan som hade utövat betydande makt i delstaten. Han tog också gärna till bibelcitat då han försvarade alkoholförbudet. Millers fyraåriga ämbetsperiod som guvernör sammanföll med den stora depressionen och Alabama var dessutom en av de värst drabbade delstaterna. Höginkomsttagarna fick bära en större del av skattebördan än tidigare. Hundratals av dem som var anställda av delstaten fick sparken och de som fick vara kvar genomgick drastiska lönesänkningar. Alabama var djupt skuldsatt då Miller tillträdde ämbetet och minskningen av skuldsättningen var hans främsta prioritet. Även om Miller ville vara rättvis mot låginkomsttagare i sin skattepolitik, var han på intet sätt vänligt inställd mot fackföreningsrörelsen. Han ansåg att vilken arbetare som helst borde klara sig med en dollar per dag och delstatens milis fick ofta ingripa i strejksituationer.
Efter sin tid som guvernör återgick Miller till sin advokatkarriär. Han avled 1944 i Selma och gravsattes på Camden Cemetery i Camden.